# Цахкашат (Аскеран)
Цахкашат (вірм. Ծաղկաշատ), Кишлак (азерб. Qışlaq) — село у Аскеранському районі Нагірно-Карабаської Республіки. Село розташоване на захід від Аскерана, на трасі Степанакерт — Дрмбон — Мартакерт. Поруч розташовані села Іліс, Хндзрістан, Хачен та Рев.

## Пам'ятки
В селі розташована церква Сурб Аствацацін 19 ст., кладовище 19-20 ст., джерело 19 ст., млин 19 ст., маслобійня 19 ст., хачкар 13 ст., селище «Вака» 12-13 ст, фортеця (раннє Середньовіччя) та гробниці 2-1 тис. до н.е.